# Calao de Ceylan
Espèce
Statut de conservation UICN

 LC  : Préoccupation mineure
Synonymes
- Tockus griseus gingalensis
- Tockus gingalensis

Le Calao de Ceylan (Ocyceros gingalensis) est une espèce d'oiseaux de la famille des Bucerotidae.

## Taxinomie
Le Calao de Ceylan a été décrit scientifiquement pour la première fois par George Kearsley Shaw (1751-1813) en 1811 dans son ouvrage General Zoology or systematic natural history, paru en quatorze volumes entre 1800 et 1826 (tome 8, première partie - Oiseaux, page 37).
Cet oiseau a été considéré un temps comme une sous espèce d'Ocyceros griseus, forme proche vivant en Inde, et est maintenant reconnu comme une espèce à part entière. Il est actuellement classé, avec deux autres espèces, dans le genre Ocyceros.

## Habitat et répartition

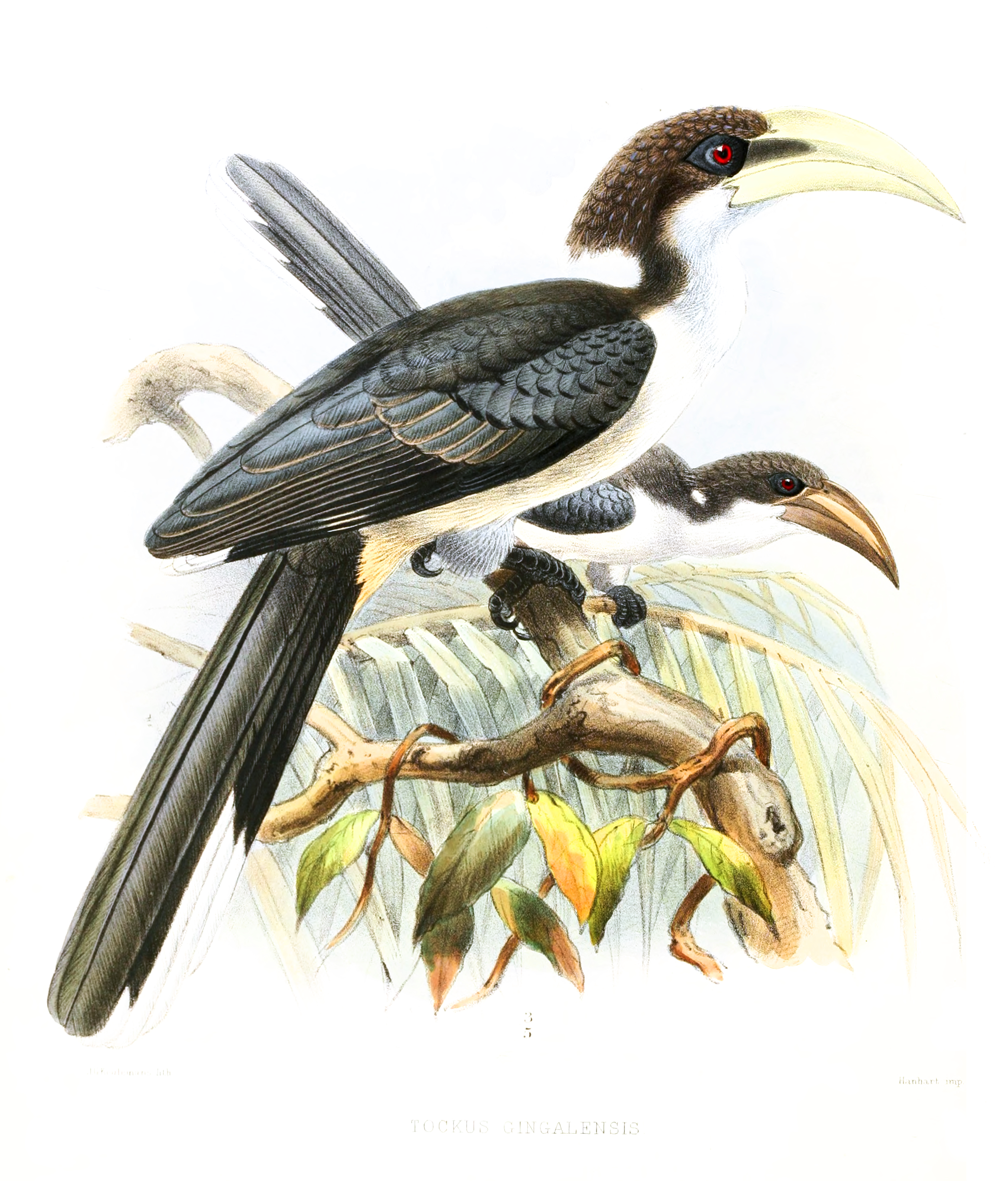
Dessin d'un couple par
John Gerrard Keulemans

Cet oiseau est endémique du Sri Lanka.

## Mensurations
Il mesure environ 45 cm.

## Alimentation
Il se nourrit surtout de figues, mais aussi à l'occasion de petits rongeurs, de reptiles et d'insectes.

## Description
Il présente des ailes grises, des rémiges primaires et un dos noirs, une calotte brune et une longue queue noirâtre aux côtés blancs. Le dessous du corps est blanc. Cet oiseau ne possède pas de casque au bec.
Les sexes sont assez semblables, à ceci près que le bec de la femelle est entièrement de couleur crème, alors que celui du mâle est noir avec une bande crème.

## Biologie et comportement
Oiseau essentiellement arboricole ; oiseau au vol lent et puissant, la plupart du temps en couple, en bandes des figuiers lorsque les figues sont abondantes.
Saison de reproduction d'avril à août. La femelle pond de un à trois œufs blancs dans un trou d'arbre dans lequel elle s'enferme pendant l'incubation en diminuant l'orifice grâce à un ciment à base d'excréments et de pulpe de fruits. C'est le mâle qui apporte la nourriture à la mère et aux poussins.

## L'espèce et l'homme

### Noms vernaculaires
Dans son aire de répartition naturelle cet oiseau porte le nom de kandetta en cingalais et de irattai-chondu-kuruvi en tamoul.

### Numismatique
- Cette espèce figure sur un billet de banque  de Ceylan de 1979 (10 roupies), sous le nom de Tockus griseus gingalensis.